# 2020 SO
2020 SOとは、2020年9月17日にハレアカラ天文台のパンスターズが発見した小さな地球近傍小惑星で、のちに人工の物体と判明した天体である。

## 概要
発見以降地球に接近しており、2020年10月15日までに一時的に地球の重力に捕らわれる可能性が示されている。ラグランジュ点L2の外側から介して地球周回軌道に入り、L1を介して地球周回軌道から離脱するとみられる。その間に、2020 SOは2020年12月1日頃に0.13 LD (50,000 km; 31,000 mi)の距離まで地球に接近する。また、2021年2月頃に、0.58 LD (220,000 km; 140,000 mi)の距離まで地球に接近する。2021年2月までの接近時間の不確実性は±2日である。
2020年12月1日の最も接近した頃、見かけの等級は14.1までしか明るくならず、視覚的に観測するには約150mm（6 "）の対物レンズを備えた望遠鏡が必要になる。
その発見の時点で、2020 SOはメインベルトの小惑星に典型的である目立たない動きをしていた。しかし、パンスターズが1.4時間にわたって取得した4つの観測では、近くの物体の特徴である地球の軸を中心とした非線形の動きが見られた。

2020年9月から2021年6月までの2020 SOの軌道アニメーション

| パラメータ | 元期           | 分類       | 公転周期 (p) | 遠日点 (Q) | 近日点 (q) | 軌道長半径 (a) | 軌道傾斜角 (i) | 軌道離心率 （地動説） (e) | 軌道離心率 （天動説） (e) |
| 単位       |                |            | (年)         | au         | au         | au             | (°)            |                           |                           |
| ---------- | -------------- | ---------- | ------------ | ---------- | ---------- | -------------- | -------------- | ------------------------- | ------------------------- |
|            | 2020年5月31日  | アポロ群   | 1.06         | 1.0722     | 1.0020     | 1.0371         | 0.14060°       | 0.03386                   | 736                       |
|            | 2020年12月17日 | アティラ群 | 0.98         | 0.988      | 0.98349    | 0.98555        | 0.14376°       | 0.00208                   | 0.89956                   |

## 人工物の可能性
ジェット推進研究所のPaul Chodasは、2020 SOが1966年9月20日に打ち上げられたサーベイヤー2号 アトラス・セントールの固体ロケットブースターである可能性があるとしている。地球のような軌道と低い相対速度は、人工物の可能性を示唆している。分光法は、二酸化チタン塗料で覆われているかどうかを判断するのに役立つ場合がある。
その後2020年11月までの観測でこの推測が正しいことが分かり、現在はIAU小惑星センターからは小惑星分類が外され、ジェット推進研究所のホームページでは情報ごと削除されている。